# Maszyna licząca
Maszyna licząca – urządzenie mechaniczne, elektryczne lub elektroniczne wspomagające proces obliczeń.
Pojęcie „elektroniczna maszyna licząca” było używane w języku polskim, w drugiej połowie XX wieku, na określenie komputera.

## Historia maszyn liczących

### Pierwsze sposoby liczenia
- nacięcia (35–20 tys. lat p.n.e., jednak stosowane w Anglii jeszcze w XIX wieku) – bijekcja zbioru nacięć na zbiór liczonych obiektów;
- palce u rąk i nóg oraz inne części ciała;
- liczby na sznurkach – najbardziej znane w postaci kipu Inków, stosowane od XII w. n.e., na bazie systemu dziesiętnego;
- kamyki (łac. calculus – kamyczek) – podstawa abaków, tabliczek (tablica z Salaminy V w. p.n.e.).

### Mechaniczne maszyny liczące

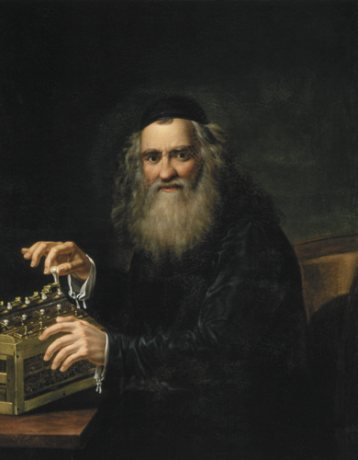
Abraham Stern z zaprojektowaną przez siebie machiną rachunkową

- 150–100 r. p.n.e. - mechanizm z Antykithiry. Służy do przeprowadzania obliczeń astronomicznych dotyczących Słońca, innych gwiazd, gwiazdozbiorów, Księżyca i planet, w tym prawdopodobnie ich pozycji[1] i wielu parametrów zaćmień lata w przód (kierunek postępowania zaćmienia, wielkość zaćmienia, kolor Księżyca, rozmiar kątowy Księżyca, węzeł księżycowy i czas zaćmienia)[2]. Niedokładność wynika zarówno z ułomności ówczesnych przewidywań astrometrycznych jak i niedoskonałości samego mechanizmu. Błąd położenia Księżyca wynosił maksymalnie 20 stopni[3], a maksymalne błędy dla Wenus i Merkurego dla jednego okresu epicyklu odpowiadały 0,4 i 0,2 dnia[4]. W związku z tym podejrzewa się, że nie był on używany przez profesjonalnego astronoma[3].
- 1623: Wilhelm Schickard z Badenii Witenbergii buduje maszynę wykonującą 4 działania na liczbach całkowitych. Popełniała ona więcej błędów, niż maszyny Pascala[5].
- ok. 1645 francuski matematyk Blaise Pascal konstruuje Pascaliny, zwane też Arithmetique, wykonujące dodawanie, odejmowanie i operacje ułamkowe (często nieprawidłowo).
- ok. 1670: Gottfried Wilhelm Leibniz udoskonala Pascalinę dodając mnożenie (stepped reckoner).
- 1777: Charles Stanhope (3. hrabia Stanhope) zbudował Logic Demonstrator, który demonstrował najprostsze sylogizmy[6].
- 1815: Abraham Jakub Stern (Żyd z Hrubieszowa, członek polskiego Towarzystwa Przyjaciół Nauk) buduje rachunkową machinę wykonującą 4 podstawowe działania[7]. Urządzenie to zostało spopularyzowane przez jego zięcia, Chaima Zeliga Słonimskiego.
- 1817: zostaje skonstruowana udoskonalona wersja poprzedniej rachunkowej machiny; o wyciąganie pierwiastków z ułamków[8].
- 1820: Charles Xavier Thomas buduje arytmometr, wykonujący 4 podstawowe działania i pierwiastki o podstawie 2 i 3[9].
- 1822: powstaje pierwsza maszyna różnicowa Babbage’a służąca do obliczania wielomianów. Za sprawą rozwinięcia w szereg Taylora przydaje się ona między innymi do obliczania logarytmów i funkcji trygonometrycznych.
- 1832: Charles Babbage i Joseph Clement budują kolejną maszynę różnicową, która operuje na 6-cyfrowych liczbach i zapewnia dokładność do drugiego rzędu w metodzie różnic dzielonych[10][11].
- 1837: Babbage kończy projektować maszynę analityczną, która jest kompletna w sensie Turinga, jednak nigdy jej nie buduje.
- 1845: Izrael Abraham Staffel prezentuje w Warszawie maszynę liczącą Staffela wykonującą cztery podstawowe działania arytmetyczne oraz obliczającą wartość pierwiastków kwadratowych.
- 1849: Babbage kończy budowę kolejnej maszyny różnicowej, która operuje na 31-cyfrowych liczbach i zapewnia dokładność do siódmego rzędu[10].
- 1887: Dorr E. Felt patentuje komptometr, który ma klawisze do wprowadzania liczb i jest produkowany na masową skalę.
- 1889: Felt patentuje komptograf, czyli komptometr z funkcją automatycznego zapisywania działań na kartce.
- 1948: Curt Herzstark tworzy kieszonkowy kalkulator „Curta”, który pozwala, z dokładnością do 11 cyfr, na 4 podstawowe operacje arytmetyczne i obliczanie pierwiastków kwadratowych.

## Podział (1974 r.)
Główne źródło: 
- małej mechanizacji
  - arytmometr
  - sumator
- średniej mechanizacji
  - maszyna do księgowania
  - maszyna do fakturowania
- dużej mechanizacji
  - maszyna analityczna
- elektroniczne maszyny matematyczne (nazywane dzisiaj komputerami)
  - komputer cyfrowy
  - komputer analogowy
  - komputer hybrydowy (analogowo-cyfrowy)